# アイリッシュ1000ギニートライアル
アイリッシュ1000ギニートライアル（Irish 1,000 Guineas Trial）はアイルランドのレパーズタウン競馬場で行われる競馬の競走である。

## 歴史
この競走は以前はワッスルレースという名だった。これは1983年のアイリッシュ2000ギニーの優勝馬ワッスルに因んで名付けられた。暫くの間はリステッド競走に格付けされていた。
1990年にデリンズタウンスタッドがスポンサーとなりデリンズタウンスタッド1000ギニートライアルに改称した。2002年にはG3に昇格した。
2021年にはスポンサー無しでアイリッシュ1000ギニートライアルとして施行された。
アイリッシュ1000ギニーの前哨戦として機能しており、両競走を優勝した直近の馬は2010年のベスラーである。

## 歴代優勝馬
- 2000	Preseli
- 2001	Speirbhean
- 2002	Marionnaud
- 2003	Cat Belling
- 2004	Alexander Goldrun
- 2005	Belle Artiste
- 2006	Queen Cleopatra
- 2007	Alexander Tango
- 2008	Caribbean Sunset
- 2009	Baliyana
- 2010	Bethrah
- 2011	Ballybacka Lady
- 2012	Yellow Rosebud
- 2013	Just Pretending
- 2014	Afternoon Sunlight
- 2015	Kissed By Angels
- 2016	Now Or Never
- 2017	Bean Feasa
- 2018	Who's Steph
- 2019	Hamariyna
- 2020	Know It All
- 2021	Joan of Arc
- 2022	History
- 2023	Zarinsk
- 2024   Wendla
- 2025   Vera's Secret